# 무사시시라이시역
무사시시라이시역(일본어: 武蔵白石駅, むさししらいしえき)은 일본 가나가와현 가와사키시 가와사키구에 있는, 동일본 여객철도의 철도역이다. 쓰루미 선이 지나간다.

## 역 구조
상대식 2면 2선 구조의 지상역이다. 역사는 북쪽에 있으며, 승강장과는 건널목으로 이어져 있다. 무인역이며 간이 개찰기에서 스이카 및 제휴 교통카드의 사용이 가능하다.

### 승강장
| 1 | ■ 쓰루미 선 | 하마카와사키 · 오기마치 방면 |
| 2 | ■ 쓰루미 선 | 쓰루미 방면                  |

## 역사
- 1931년 7월 26일 - 쓰루미 임항철도의 임시 정거장으로 개업하였다..
- 1943년 7월 1일 - 국유화에 따라 일본국유철도의 소속이 되었다.
- 1987년 4월 1일 - 민영화에 따라 동일본 여객철도의 소속이 되었다.
- 2002년 3월 22일 - 스이카의 사용이 가능해졌다.

## 인접역
| 동일본 여객철도 쓰루미 선 | 동일본 여객철도 쓰루미 선 | 동일본 여객철도 쓰루미 선        |
| ------------------------- | ------------------------- | -------------------------------- |
| JI 06 안젠 쓰루미 방면    | 쓰루미 선                 | JI 08 하마카와사키 오기마치 방면 |